# Melitaea semiobscura
Melitaea semiobscura är en fjärilsart som beskrevs av Pionneau 1932. Melitaea semiobscura ingår i släktet Melitaea och familjen praktfjärilar. Inga underarter finns listade i Catalogue of Life.